# Bischofsgrün
Bischofsgrün település Németországban, azon belül Bajorországban. Lakosainak száma 1969 fő (2023. december 31.).

## Népessége
| Lakosok száma | 1496 | 2344 | 2063 | 1934 | 1902 | 1923 | 1905 | 1850 | 1855 | 1969 |
|               | 1875 | 1950 | 1975 | 2011 | 2013 | 2014 | 2016 | 2018 | 2021 | 2023 |